# Hàtim at-Taí
Abu-Saffana (o Abu-Adí) Hàtim ibn Abd-Al·lah ibn Sad at-Taí (àrab: أبو سفانة (o أبو عدي) حاتم بن عبد الله بن سعد الطائي, Abū Saffāna (o Abū ʾAdī) Ḥātim b. ʾAbd Allāh b. Saʾd aṭ-Ṭāʾī), més conegut simplement com a Hàtim at-Taí (àrab: حاتم الطائي, Ḥātim aṭ-Ṭāʾī) fou un poeta àrab preislàmic que va viure a la segona meitat del segle vi. És considerat el prototipus del cavaller preislàmic, generós i hospitalari. Va ser el pare del sahabí Adí ibn Hàtim.